# Erpetogomphus agkistrodon
Erpetogomphus agkistrodon – gatunek ważki z rodziny gadziogłówkowatych (Gomphidae).